# Erlands Point-Kitsap Lake
Erlands Point-Kitsap Lake – jednostka osadnicza w Stanach Zjednoczonych, w stanie Waszyngton, w hrabstwie Kitsap.